# Club de Deportes Valdivia
Il Club de Deportes Valdivia è una società calcistica cilena, con sede a Valdivia. Milita nella Campeonato Nacional de Primera B del Fútbol Profesional Chileno.

## Storia
Fondato nel 1983, non ha mai vinto trofei nazionali.

## Palmarès

### Competizioni nazionali
- Segunda División: 1

2015-2016

### Altri piazzamenti
- Copa Chile:

Semifinalista: 1989

## Rosa 2018-2019
| N. |                      | Ruolo | Calciatore        |
| -- | -------------------- | ----- | ----------------- |
| 1  | Cile (bandiera)      | P     | Diego Figueroa    |
| 3  | Cile (bandiera)      | D     | Diego Muñoz       |
| 5  | Cile (bandiera)      | D     | Max Gatíca        |
| 6  | Cile (bandiera)      | C     | Leonardo Uribe    |
| 7  | Cile (bandiera)      | C     | Christopher Ojeda |
| 8  | Cile (bandiera)      | C     | Pablo Leal        |
| 9  | Argentina (bandiera) | A     | Sebastián Pol     |
| 10 | Cile (bandiera)      | C     | Eduardo Leal      |
| 11 | Cile (bandiera)      | A     | Francisco Ibáñez  |
| 13 | Cile (bandiera)      | D     | Christian Durán   |
| 14 | Cile (bandiera)      | A     | Jorge Gálvez      |
| 15 | Cile (bandiera)      | D     | Antonio Castillo  |
| 16 | Cile (bandiera)      | C     | Eric Pino         |
| 17 | Cile (bandiera)      | D     | Cristián González |

| N. |                    | Ruolo | Calciatore           |
| -- | ------------------ | ----- | -------------------- |
| 18 | Cile (bandiera)    | D     | Dagoberto Currimilla |
| 19 | Cile (bandiera)    | C     | Juan Ignacio Torres  |
| 21 | Cile (bandiera)    | C     | Carlos Opazo         |
| 22 | Cile (bandiera)    | C     | Nahuel Donadell      |
| 23 | Cile (bandiera)    | D     | Victor González      |
| 25 | Cile (bandiera)    | P     | Fabián Inostroza     |
| 27 | Cile (bandiera)    | D     | Esteban Sáez         |
| 28 | Cile (bandiera)    | C     | Jorge Fernández      |
| 29 | Uruguay (bandiera) | A     | Gastón Poncet        |
| 30 | Cile (bandiera)    | A     | Leonardo Olivera     |
| 32 | Cile (bandiera)    | C     | Sebastián Urra       |
| 33 | Cile (bandiera)    | P     | Richard Leyton       |
| -- | Cile (bandiera)    | C     | Esteban Carreño      |
| -- | Cile (bandiera)    | A     | Bryan Cabello        |